# Andalamasina Vineta
Andalamasina Vineta is een plaats en commune in het zuiden van Madagaskar, behorend tot het district Sakaraha, dat gelegen is in de regio Atsimo-Andrefana. Tijdens een volkstelling in 2001 telde de plaats 4.462 inwoners.
De plaats biedt alleen lager onderwijs aan. 60% van de bevolking werkt als landbouwer, 20% houdt zich bezig met veeteelt en 5% verdient zijn brood als visser. Het belangrijkste landbouwproduct is katoen; andere belangrijke producten zijn mais en maniok. Verder is 10% actief in de dienstensector en heeft 5% een baan in de industrie.